# Orbanići (Žminj)
Orbanići is een plaats in de gemeente Žminj in de Kroatische provincie Istrië. De plaats telt 93 inwoners (2001).